# Elecciones generales de Quebec de 1985
Las elecciones generales quebequesas de 1985  se celebraron el 2 de diciembre de 1985 con el fin de elegir a los diputados de la trigésima tercera legislatura de la Asamblea Nacional. Se trata de la 33.ª elección general en la provincia desde la creación de la confederación canadiense en 1867. El Partido Liberal de Quebec, dirigido por Robert Bourassa, ganó las elecciones y tomó el poder formando un gobierno mayoritario, mientras que el Parti québécois de Pierre-Marc Johnson formó la oposición oficial.

## Contexto
La cuestión constitucional dominaba la actualidad política durante el periodo que precedió a la elección de 1985. En noviembre de 1981, Quebec había sido excluido del acuerdo entre el ejecutivo federal y las nueve otras provincias respecto a la repatriación de la Constitución canadiense (la famosa Nuit des Longs Couteaux). El ejecutivo de René Lévesque se negó a firmar la constitución.
En noviembre de 1984, René Lévesque provocó una crisis dentro de su partido proponiendo dejar por el momento la opción soberanista y pactar con el resto de Canadá un nuevo estatus para Quebec, dentro de Canadá. El nuevo jefe del Partido Conservador-Progresista de Canadá, Brian Mulroney, había prometido permitir a Quebec que se adhiriese a la constitución canadiense «con honor y entusiasmo». Esta promesa había hecho que un gran número de nacionalistas quebequeses, tanto soberanistas (a favor de la independencia) como federalistas (a favor de seguir siendo un estado federal de Canadá), concediera su apoyo al Partido Conservador de Canadá, tradicionalmente débil en Quebec, en las elecciones federales. Esto permitió una victoria sin precedentes del partido de Mulroney durante la elección federal de 1984. Lévesque, que había recomendado siempre la independencia de Quebec acompañada de una "asociación" con Canadá, deseaba aprovechar la abertura del nuevo primer ministro federal, calificándola de «beau risque» (en español "hermoso riesgo", "gran riesgo") . Varios diputados y ministros de su gabinete, furiosos por el cambio de rumbo, dimitieron.
René Lévesque dimitió como presidente del Partido Quebequés (pero no como primer ministro) el 20 de junio de 1985. El 29 de septiembre de 1985, Pierre-Marc Johnson fue elegido presidente del Parti québécois y se convirtió en primer ministro el 3 de octubre siguiente. Sin embargo, no llegó a lograr revivir la gran popularidad perdida del Parti québécois, que está agotado después de 9 años al poder.
Esta elección marcó el regreso de Robert Bourassa después de que varios habían creído su carrera terminada después de su derrota durante la elección general quebequesa de 1976 y su dimisión de la dirección del Partido Liberal. Claude Ryan había dimitido como jefe de los liberales el 10 de agosto de 1982. Fue otra vez Gérard D. Lévesque quien aseguró el reemplazo hasta la elección de Robert Bourassa el 15 de octubre de 1983.
Finalmente, los liberales de Bourassa ganaron sobradamente, tomando 99 de los 122 escaños; sin embargo, Bourassa no logró ser elegido en su circunscripción de Bertrand, y tuvo que presentarse de nuevo en una elección parcial en la circunscripción de San Lorenzo, una circunscripción muy liberal. Es de lejos la mayoría parlamentaria más importante que ocurrió en una elección en Canadá (porcentaje de escaños) donde el jefe del partido vencedor no logra su propio escaño.

## Desarrollo de la campaña

### Apoyos de la prensa
El 26 de noviembre de 1985, Le Devoir publicó un apoyo moderado al Partido Liberal de Quebec en un editorial de su director Jean-Louis Roy. Al contrario de 1981 cuando el periódico había apoyado el Partido Quebequés, Jean-Louis Roy estimó que Pierre-Marc Johnson había heredado un equipo gubernamental «debilitado por un año de divisiones internas» y criticó la ambigüedad de ciertas posiciones del PQ, sobre todo sobre las transferencias a las provincias y el libre-intercambio. El apoyo concedido al PLQ no fue «sin reservas», sin embargo fue calificado de «franco y consciente».
Al igual que en 1981, La Presse apoyó al Partido Liberal de Quebec en un editorial de Michel Roy. Si éste reconoció que Pierre-Marc Johnson hizo una campaña vigorosa, subrayó la ausencia del candidato estrella en el Parti Québécois y también la ambigüedad de su posición constitucional. Por el contrario, subrayó la fuerza del equipo liberal y la claridad de su programa político para justificar su apoyo.

## Sondeos
Véase Liste de sondages sur les élections générales québécoises de 1985.

## Resultados

### Resultados por partido político
|  | 56.0 % |

|  | 38.7 % |

|  | 2.4 % |

|  | 1.0 % |

|  | 0.3 % |

|  | 1.6 % |

|  | 98.48 % |

|  | 1.52 % |

|  | 100.00 % |

|  | 75.69 % |

### Resultados por circunscripciones
| Abitibi-Est : Raymond Savoie (Parti libéral) Abitibi-Ouest : François Gendron (Parti québécois) Acadie : Thérèse Lavoie-Roux (Parti libéral) Anjou : Pierre-Marc Johnson (Parti québécois) Argenteuil : Claude Ryan (Parti libéral) Arthabaska : Laurier Gardner (Parti libéral) Beauce-Nord : Jean Audet (Parti libéral) Beauce-Sud : Robert Dutil (Parti libéral) Beauharnois : Serge Marcil (Parti libéral) Bellechasse : Louise Bégin (Parti libéral) Berthier : Albert Houde (Parti libéral) Bertrand : Jean-Guy Parent (Parti québécois) Bonaventure : Gérard D. Levesque (Parti libéral) Bourassa : Louise Robic (Parti libéral) Bourget : Claude Trudel (Parti libéral) Brome-Missisquoi : Pierre Paradis (Parti libéral) Chambly : Gérard Latulippe (Parti libéral) Champlain : Pierre A. Brouillette Chapleau : John Kehoe (Parti libéral) Charlesbourg : Marc-Yvan Côté (Parti libéral) Charlevoix : Daniel Bradet (Parti libéral) Châteauguay : Pierrette Cardinal (Parti libéral) Chauveau : Rémy Poulin (Parti libéral) Chicoutimi : Jeanne Blackburn (Parti québécois) Chomedey : Lise Bacon (Parti libéral) Crémazie : André Vallerand (Parti libéral) D'Arcy-McGee : Herbert Marx (Parti libéral) Deux-Montagnes : Yolande Legault (Parti libéral) Dorion : Violette Trépanier (Parti libéral) Drummond : Jean-Guy Saint-Roch (Parti libéral) Dubuc : Hubert Desbiens (Parti québécois) Duplessis : Denis Perron (Parti québécois) Fabre : Jean Joly (homme politique) Frontenac : Roger Lefebvre (Parti libéral) Gaspé : André Beaudin (homme politique) Gatineau : Michel Gratton (Parti libéral) Gouin : Jacques Rochefort (Parti québécois) Groulx : Madeleine Bleau (Parti libéral) Hull : Gilles Rocheleau (Parti libéral) Huntingdon : Claude Dubois (homme politique) Iberville : Jacques Tremblay (Parti libéral) | Îles-de-la-Madeleine : Georges Farrah (Parti libéral) Jacques-Cartier : Joan Dougherty Jean-Talon : Gil Rémillard (Parti libéral) Jeanne-Mance : Michel Bissonnet (Parti libéral) Johnson : Carmen Juneau (Parti québécois) Joliette : Guy Chevrette (Parti québécois) Jonquière : Francis Dufour (Parti québécois) Kamouraska-Témiscouata : France Dionne (Parti libéral) Labelle : Damien Hétu (Parti libéral) Lac-Saint-Jean : Jacques Brassard (Parti québécois) LaFontaine : Jean-Claude Gobé (Parti libéral) La Peltrie : Lawrence Cannon (Parti libéral) Laporte : André Bourbeau (Parti libéral) La Prairie : Jean-Pierre Saintonge (Parti libéral) L'Assomption : Jean-Guy Gervais (Parti libéral) Laurier : Christos Sirros (Parti libéral) Laval-des-Rapides : Guy Bélanger (homme politique) Laviolette : Jean-Pierre Jolivet (Parti québécois) Lévis : Jean Garon (Parti québécois) Limoilou : Michel Després (Parti libéral) Lotbinière : Lewis Camden (Parti libéral) Louis-Hébert : Réjean Doyon (Parti libéral) Maisonneuve : Louise Harel (Parti québécois) Marguerite-Bourgeoys : Gilles Fortin (homme politique) Marie-Victorin : Cécile Vermette (Parti québécois) Marquette : Claude Dauphin (politicien) Maskinongé : Yvon Picotte (Parti libéral) Matane : Claire-Hélène Hovington (Parti libéral) Matapédia : Henri Paradis (Parti libéral) Mégantic-Compton : Madeleine Bélanger (Parti libéral) Mercier : Gérald Godin (Parti québécois) Mille-Îles : Jean-Pierre Bélisle (Parti libéral) Montmagny-L'Islet : Réal Gauvin (Parti libéral) Montmorency : Yves Séguin (Parti libéral) Mont-Royal : John Ciaccia (Parti libéral) Nelligan : Clifford Lincoln (Parti libéral) Nicolet : Maurice Richard (homme politique québécois) Notre-Dame-de-Grâce : Reed Scowen (Parti libéral) Orford : Georges Vaillancourt (Parti libéral) Outremont : Pierre Fortier (Parti libéral) Papineau : Mark Assad (Parti libéral) | Pontiac : Robert Middlemiss (Parti libéral) Portneuf : Michel Pagé (Parti libéral) Prévost : Paul-André Forget (Parti libéral) Richelieu : Albert Khelfa (Parti libéral) Richmond : Yvon Vallières (Parti libéral) Rimouski : Michel Tremblay (homme politique) Rivière-du-Loup : Albert Côté (Parti libéral) Robert-Baldwyn : Pierre MacDonald (Parti libéral) Roberval : Michel Gauthier (homme politique) Rosemont : Guy Rivard (Parti libéral) Rousseau : Robert Thérien (Parti libéral) Rouyn-Noranda—Témiscamingue : Gilles Baril (libéral) Saguenay : Ghislain Maltais (Parti libéral) Sainte-Anne : Maximilien Polack (Parti libéral) Sainte-Marie : Michel Laporte (Parti libéral) Saint-François : Monique Gagnon-Tremblay (Parti libéral) Saint-Henri : Roma Hains (Parti libéral) Saint-Hyacinthe : Charles Messier (homme politique) Saint-Jacques : André Boulerice (Parti québécois) Saint-Jean : Pierre Lorrain (homme politique) Saint-Laurent : Germain Leduc (Parti libéral) Saint-Louis : Jacques Chagnon (Parti libéral) Saint-Maurice : Yvon Lemire (Parti libéral) Sauvé : Marcel Parent (homme politique) Shefford : Roger Paré (Parti québécois) Sherbrooke : André J. Hamel (Parti libéral) Taillon : Claude Filion (Parti québécois) Taschereau : Jean Leclerc (homme politique québécois) Terrebonne : Yves Blais (Parti québécois) Trois-Rivières : Paul Philibert (Parti libéral) Ungava : Christian Claveau (Parti québécois) Vachon : Christiane Pelchat (Parti libéral) Vanier : Jean-Guy Lemieux (Parti libéral) Vaudreuil-Soulanges : Daniel Johnson (fils) (Parti libéral) Verchères : Jean-Pierre Charbonneau (Parti québécois) Verdun : Paul Gobeil (Parti libéral) Viau : William Cusano (Parti libéral) Viger : Cosmo Maciocia (Parti libéral) Vimont : Jean-Paul Théorêt (Parti libéral) Westmount : Richard French (Parti libéral) |